# Ignaz Hermann Körner
Ignaz Hermann Körner (geboren 10. Dezember 1878 in Přerov, Österreich-Ungarn; gestorben 1944 im britischen Völkerbundsmandat für Palästina) war ein österreichischer Sportfunktionär.

Ignaz Hermann Körner (vor 1914)

## Leben
Ignaz Hermann Körner stammte aus eine vermögenden Familie in Prerau in Mähren. Er war schon als Jugendlicher sportbegeistert und nahm 1893 mit Erfolg an einer Jugendmeisterschaft für das Hochrad in Olmütz teil. Ab 1897 studierte er Medizin an der Karls-Universität Prag und spielte in der ersten Fußballmannschaft des Sparta Prag auf der Linksaußen-Position. 1898 wechselte er an die Universität Wien und engagierte sich im Ersten Wiener jüdischen Turnverein. Er stellte sich 1907 als Kampfrichter für die Weltmeisterschaft im griechisch-römischen Ringen in Wien zur Verfügung und war 1908 Kampfrichter bei den nationalen Fechtmeisterschaften.
Körner war 1908 Mitgründer des jüdischen SC Hakoah Wien und 1912 Initiator einer vereinseigenen Wettkampfstätte. Er pachtete für die Schwimmer Trainingsmöglichkeiten im privaten  Beatrixbad. Aus privaten Gründen zog er 1913 zurück nach Prerau und aktivierte dort den Sportverein. Er wurde 1914 als Regimentsarzt Soldat im Ersten Weltkrieg.
Nach Kriegsende praktizierte er wieder als Zahnarzt in Wien und war von 1919 bis 1928 Vereinspräsident von Hakoah, den er zum größten jüdischen Sportklub weltweit machte. 1921 war er Mitgründer der jüdischen Sportorganisation Maccabi World Union. Ab 1932 saß Körner für die „Zionistische Liste“ im Vorstand der Israelitischen Kultusgemeinde Wien.
Nach dem Anschluss Österreichs im März 1938 half er Wiener Juden bei der erzwungenen Ausreise. Im Oktober 1938 wurde er selbst zur Ausreise nach Palästina gezwungen.

## Schriften (Auswahl)
- Lexikon jüdischer Sportler in Wien 1900–1938. Herausgeber Marcus G. Patka. Wien: Mandelbaum, 2008.
  - darin autobiografische Skizze S. 117–122.